# Влюблённые дети
«Влюблённые дети» (англ. Kids in Love) — британская подростковая драма 2016 года режиссёра Криса Фоггина. В главных ролях снимались Уилл Поултер и Альма Ходоровски. Мировая премьера состоялась 22 июня 2016 на международном кинофестивале в Эдинбурге.

## Сюжет
Джек, главный герой фильма, знакомится с Эвелин и её друзьями и это кардинально меняет его жизнь. Девушка совершенно не похожа на тех, кого он встречал раньше. Джек, вместе со своими новыми друзьями, быстро втягивается в круговорот постоянных вечеринок, открывая для себя жизнь ночного Лондона. Он забывает обо всех своих планах, следуя за Эвелин и её образом жизни, но вскоре он начинает понимать, что возможно он хочет чего-то большего от жизни, чем его новые друзья.

## В ролях
| Актёр                 | Роль    |
| --------------------- | ------- |
| Уилл Поултер          | Джек    |
| Альма Ходоровски      | Эвелин  |
| Себастьян Де Соуза    | Майло   |
| Престон Томпсон       | Кассиус |
| Кара Делевинь         | Виола   |
| Джейми Блэкли         | Том     |
| Женевьев Гонт         | Иззи    |
| Джек Фокс             | Ларс    |
| Джеральдин Сомервилль | Линда   |

## Производство
Съёмки проходили преимущественно в Лондоне. 26 июня фильм был выпущен на VOD.